# Производная Дини
В анализе функций действительных переменных производные Дини — это одно из обобщений понятия производной.
Верхняя производная Дини непрерывной функции
{\displaystyle f:{\mathbb {R} }\rightarrow {\mathbb {R} },}
обозначается через {\displaystyle f'_{+}} и определяется как
{\displaystyle f'_{+}(t)\triangleq \varlimsup _{h\to {0+}}{\frac {f(t+h)-f(t)}{h}}},
где {\displaystyle \varlimsup } есть верхний частичный предел.
Нижняя производная Дини, {\displaystyle f'_{-},} определяется как
{\displaystyle f'_{-}(t)\triangleq \varliminf _{h\to {0+}}{\frac {f(t+h)-f(t)}{h}}},
где {\displaystyle \varliminf } есть нижний частичный предел.
Если {\displaystyle f} определена на векторном пространстве, тогда верхняя производная Дини в точке {\displaystyle t} по направлению {\displaystyle d} определяется как
{\displaystyle f'_{+}(t,d)\triangleq \varlimsup _{h\to {0+}}{\frac {f(t+hd)-f(t)}{h}}.}
Если {\displaystyle f} локально липшицева (то есть у каждой точки существует окрестность, ограничение {\displaystyle f} на которую — липшицева функция), то {\displaystyle f'_{+}} конечна. Если {\displaystyle f} дифференцируема в точке {\displaystyle t}, тогда производная Дини в этой точке совпадает с обычной производной в {\displaystyle t}.